# Soul Boy

Poster de la película Soul Boy (2010)

Soul Boy  es una película del año 2010.

## Sinopsis
Nairobi, Kenia. Abila, un chico de 14 años, vive con sus padres en Kibera, uno de los barrios de chabolas más grandes de África Oriental. Una mañana, ve que su padre está enfermo, delira. “Alguien me ha robado el alma”, consigue articular el padre. Abila no entiende nada, pero quiere ayudar a su padre y decide buscar la cura adecuada. Con el apoyo de su novia Shiku, se embarca en una aventura que le llevará al corazón del microcosmos en el que vive. Esta película ha sido realizada por un taller de jóvenes entusiastas de Nairobi, guiados por el realizador alemán Tom Tykwer.

## Premios
- Festival Internacional de Cine de Róterdam 2009.